# Arlington (East Sussex)
Arlington – wieś w Anglii, w hrabstwie East Sussex, w dystrykcie Wealden. Leży 78 km na południe od Londynu. W 2007 miejscowość liczyła 490 mieszkańców.